# 林旁圣莱昂哈德
林旁圣莱昂哈德是奥地利下奥地利州梅尔克县的一个市镇。总面积43.44平方公里，总人口3005人，人口密度69.2人/平方公里（2005年）。